# Piotr Głogowski (podpułkownik)

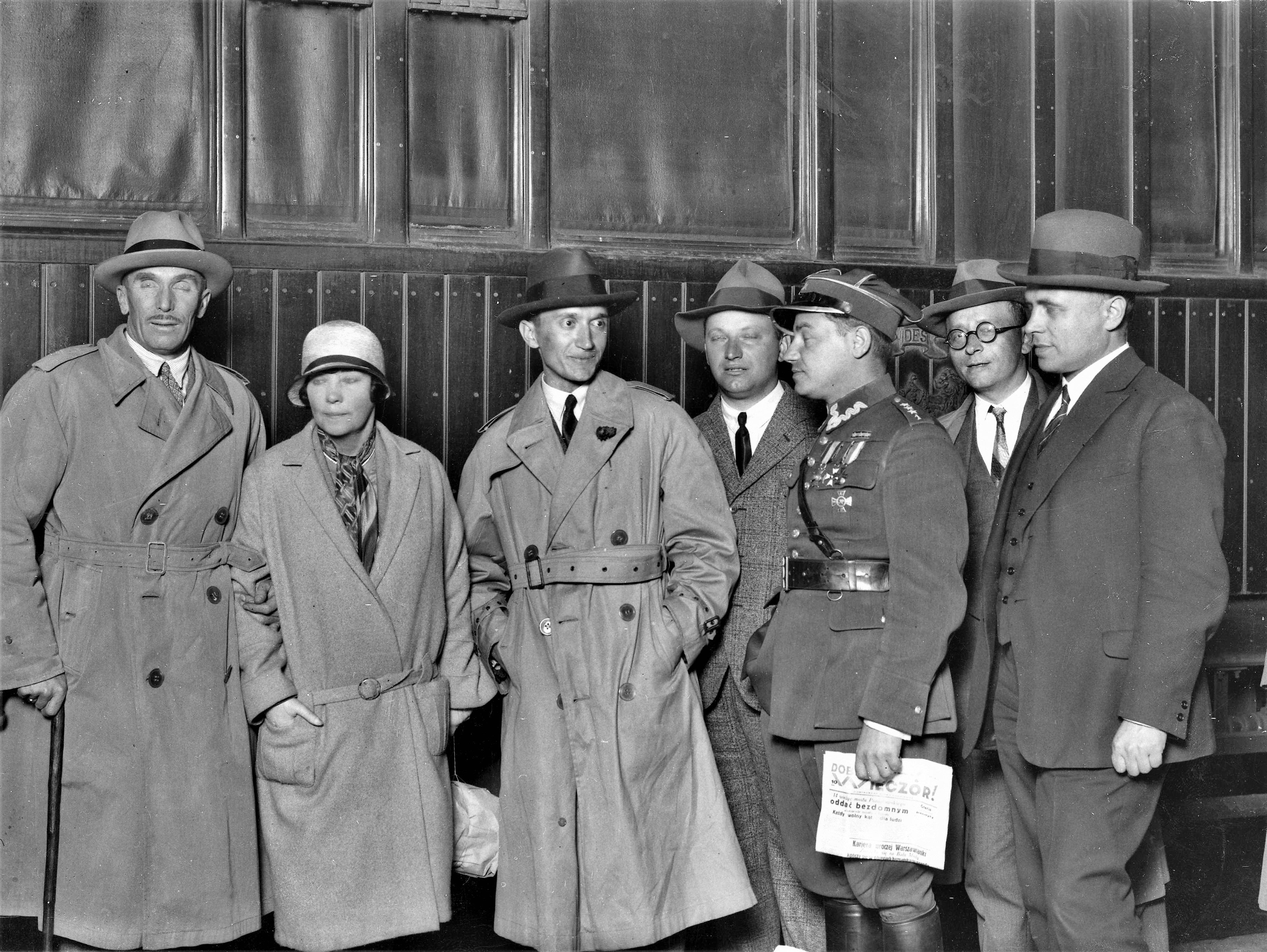
Ppłk Piotr Głogowski i por. Zarychta przed wyjazdem do Stanów Zjednoczonych na odsłonięcie pomnika Kazimierza Pułaskiego 16 września 1929. W mundurze kpt. Mieczysław Lepecki

Piotr Stanisław Głogowski (ur. 13 października 1889 w Bojańcu, zm. ?) – podpułkownik kawalerii Wojska Polskiego, kawaler Orderu Virtuti Militari.

## Życiorys
Urodził się 13 października 1889 w Bojańcu, w ówczesnym powiecie żółkiewskim, w rodzinie Alexandra i Georgie z domu Ferrier Dall. Był młodszym bratem Jana (1888–1935), pułkownika.
W 1913 jako jednoroczny ochotnik cesarskiej i królewskiej armii w szeregach Galicyjskiego Pułku Ułanów Nr 1 brał udział w zawodach hippicznych. W latach 1912–1913 wziął udział w mobilizacji sił zbrojnych Monarchii Austro-Węgierskiej, wprowadzonej w związku z wojną na Bałkanach.
Brał udział w I wojnie światowej. Po odzyskaniu przez Polskę niepodległości został przyjęty do Wojska Polskiego. Brał udział w wojnie polsko-bolszewickiej w stopniu rotmistrza. Od 10 lipca 1920 przez kilka dni był pełniącym obowiązki dowódcy 16 pułku ułanów. Następnie służył w szeregach 20 pułku ułanów, którego pełnił funkcję dowódcy od 21 sierpnia 1920 w czasie działań wojennych do 1923 już po wojnie. W 1921 za swoje czyny otrzymał Krzyż Srebrny Order Wojskowego Virtuti Militari. 
Po wojnie pozostawał oficerem 20 puł w garnizonie Rzeszów. Został awansowany do stopnia majora kawalerii ze starszeństwem z dniem 1 czerwca 1919 roku. W 1923 był pełniącym obowiązki dowódcy 20 pułku ułanów. 1 września 1923 roku został przydzielony do Rezerwy Oficerów Sztabowych DOK X, do czasu powołania na kurs oficerów sztabowych jazdy. Z przyczyn niezależnych od niego nie został skierowany na przeszkolenie w Szkole Kawalerii w Saumur. 1 lutego 1924 został przejściowo przydzielony do Grupy Olimpijskiej w Warszawie. W listopadzie 1924 został przeniesiony do 11 pułku ułanów w Ciechanowie. Następnie powierzono mu pełnienie obowiązków zastępcy dowódcy tego pułku. Z dniem 31 października 1927 został przeniesiony w stan nieczynny na przeciąg 6 miesięcy z równoczesnym przeniesieniem z 8 psk do kadry oficerów kawalerii. Z dniem 1 grudnia 1929 został przeniesiony ze stanu nieczynnego, w stopniu podpułkownika ze starszeństwem z dniem 1 stycznia 1927 i 11,5 lokatą w korpusie oficerów kawalerii, z równoczesnym przeniesieniem do 11 pułku ułanów na stanowisko dowódcy. W marcu 1932 został mianowany zastępcą komendanta głównego Straży Granicznej, pozostając z przydziałem do macierzystej jednostki kawalerii.
Po wybuchu II wojny światowej uczestniczył w kampanii wrześniowej na stanowisku dowódcy dywizjonu marszowego 1 pułku szwoleżerów, wchodzącego w skład Warszawskiego pułku ułanów.
Był żonaty.

## Ordery i odznaczenia
- Krzyż Srebrny Orderu Wojskowego Virtuti Militari nr 1381[3] – 1921[6]
- Krzyż Walecznych czterokrotnie[3]
- Złoty Krzyż Zasługi – 19 marca 1931 „za zasługi na polu organizacji i propagandy sportu konnego w wojsku”[18]
- Order Korony Żelaznej 3 klasy z dekoracją wojenną i mieczami
- Krzyż Zasługi Wojskowej 3 klasy z dekoracją wojenną i mieczami
- Brązowy Medal Zasługi Wojskowej z mieczami na wstążce Krzyża Zasługi Wojskowej
- Krzyż Wojskowy Karola
- Krzyż Pamiątkowy Mobilizacji 1912–1913